# Sciatta delphinensis
Sciatta delphinensis là một loài bướm đêm trong họ Noctuidae.